# حريق شقة برونكس 2017
حريق شقة برونكس 2017 هو حريق اندلع في مبنى سكني مكون من 5 طوابق في برونكس، بمدينة نيويورك الأمريكية. في 28 ديسمبر 2017، أدى هذا الحريق إلى وفاه 13 شخصًا وإصابة 14 لآخرين. يعتبر الحريق هو الأكثر مأساوية من حيث عدد القتلى منذ حريق برونكس عام 1990 الذي أدى إلى مقتل 87 شخصا داخل ملهى ليلي.

## وصف المبنى
كان المبنى يضم 26 شقة في 5 طوابق متصلة بدرج مركزي، اندلع الحريق في الطابق الأول من المبنى ثم امتد إلى الطوابق العليا، ليتسبب في مقتل عدد من الأشخاص.

## الحريق
قبل الساعة السابعة مساءً، بدأ طفل يبلغ من العمر ثلاث سنوات يلعب بالشعلات على الموقد في شقة في الطابق الأول في 2363 بروسبكت أفينيو، وهو مبنى مكون من خمسة طوابق يضم 26 شقة، وهو موطن للعديد من الدومينيكان، وترينيداد، وغانا، وعائلات جامايكية.
بدأ الحريق في مطبخ الشقة، وصراخ الطفل نبه والدته. وبسبب تعجلها لإخراج ابنها وشقيقه الأصغر تركت باب شقتهم في الطابق الأول مفتوحة، مما مكن النار من الانتشار خارج الشقة إلى السلم. وساعدت التهوية المفتوحة الحريق على الانتشار بسرعة أكبر.

## الضحايا
بعد إخماد الحريق، تم العثور على 12 شخصًا ميتًا، وتوفي شخص آخر في المستشفى. وبلغ عدد المتوفين 8 بالغين ومراهقين و3 أطفال.